# 富山英明
富山 英明（とみやま ひであき、1957年11月16日 - ）は、茨城県東茨城郡茨城町出身の元レスリング選手。1984年ロサンゼルスオリンピック男子レスリングフリースタイル57kg級金メダリスト。日本大学卒業。日本大学生物資源科学部教授、日本大学レスリング部監督。

## 経歴
土浦日大高校を卒業後、日本大学に入学した。1978年から全日本選手権を7連覇した。1978、79年と世界選手権を連覇し、1980年モスクワオリンピックで代表に選ばれたがボイコットで幻の代表となった。4年後のロサンゼルスオリンピックで予選を無敗で勝ち上がり、決勝では地元の大声援を受けたアメリカのバリー・デイヴィスからローリングなどで次々とポイントを奪う快勝で金メダルを獲得した。
ロサンゼルスオリンピックの年に半生を綴った自伝「夢を喰う（くらう）」を出版したが、その表紙には金メダルを齧っている自身の写真を使っている。メダリストが記念撮影の際にメダルを噛むことがよくあるが、この表紙の写真がその始まりだという説がある。
1988年ソウルオリンピック、1992年バルセロナオリンピックではコーチを務め、2000年に日本レスリング協会強化委員長に就任し、2004年アテネオリンピック、2008年北京オリンピックでは監督を務めた。北京オリンピックのレスリング全日程終了後に国際レスリング連盟（FILA）の殿堂入りの表彰を受けた。日本人の殿堂入りは高田裕司、上武洋次郎、笹原正三、金子正明、浦野弥生に次いで6人目である。2008年10月に強化委員長を退任した。
2007年10月に設立された日本総合格闘技協会の理事に就任した。
日本レスリング協会常務理事を経て、2019年に日本レスリング協会副会長に就任した。
2019年12月19日、小谷実可子らと共に東京オリンピック・パラリンピック選手村の副村長に選ばれた。

## 著書
- 「夢を喰う」（郁朋社、1984年）
- 「子供を金メダリストにする本」（ベースボール・マガジン社、1996年）